# Tqemali
Tqemali (georgiska: ტყემალი Tq'emali; ibland stavat Tkemali från ryskans Ткемали) är en georgisk plommonsås som även tillverkas på körsbärsplommon. Tqemali görs på både röda och gröna plommonsorter. Såsens smak varierar mellan söt och fränt skarp. För att minska den fräna smaken adderas ofta sötare plommonsorter under framställningen. Traditionellt sett förekommer, utöver plommonen, följande ingredienser: vitlök, mynta, koriander, dill, cayennepeppar och salt. 
Tqemali används till friterat eller grillat kött, fågel- och potatisrätter på ett liknande vis som ketchup används i väst. Såsen kan tillverkas hemma, men den massproduceras också av flera georgiska och ryska företag.